# Francesca Fontova i Rosell
Francesca Fontova i Rosell (Lleida, 31 d'octubre de 1877 – Avilés, Astúries, 25 d'agost de 1961) fou una metgessa catalana, la primera dona llicenciada en Medicina de la província de Lleida.
Filla de Joaquim Fontova Capdevila, veterinari nascut a Maldà i domiciliat a Lleida, i de Francesca Rosell Arnó. Feu estudis primaris al Col·legi Almodí de Lleida i després estudià Magisteri i obtingué el títol de Batxiller en Arts per l'Institut de Lleida el 1895. Seguidament, sol·licità ingressar a la Facultat de Medicina de Barcelona, però una circular de la Direcció General d'Instrucció Pública del 1893 que prohibia l'ingrés de les dones a l'ensenyament superior li ho impedí. Malgrat això, no es rendí i sol·licità al Ministre d'Instrucció l'autorització del seu ingrés. Finalment, el 1898, tres anys després d'haver-lo demanat, obtingué el permís per ingressar a la Universitat de Barcelona.
Superats els impedients, cursà i obtingué la llicenciatura en Medicina i Cirurgia el mes de juny del 1903. Amb ella, obtingueren la llicenciatura dues dones més, Miracle Andreu Boigues i Trinitat Sais Plaja. Acabada de llicenciar, començà a exercir professionalment a Lleida. Posteriorment, amplià la seva consulta a altres poblacions del Segrià i de la província.
L'any 1906 es casà amb el metge Miquel Real Bifet, se n'anà a viure a Barcelona i col·laborà professionalment a la clínica que el seu marit tenia al barri de Gràcia, on feu de metgessa ajudant i susbtituta del seu marit. També intervingué en la preparació anestèsica i d'antisèptics de les operacions quirúrgiques i s'encarregà dels embenats i d'altres activitats mèdiques pròpies d'infermers.
A mesura que nasqueren els quatre fills del matrimoni, Francesca Fontova treballà cada cop menys a la consulta del seu marit. Quan aquest morí, es traslladà a viure amb una de les seves filles a Avilès, la farmacèutica Mercè Real Fontova, casada amb el metge saragossà, José Monforte, que s'havia hagut d'exiliar a Astúries per haver estat partidari de la proclamació de Joan de Borbó com a rei d'Espanya. A Barcelona, hi quedaren dues filles més, les farmacèutiques Paquita i Teresa Real Fontova i també un fill metge: Miquel Real Fontova. Dos germans seus més petits també estudiaren medicina: Joaquim Fontova Rosell, que exercí a Mataró, i Ramon Fontova Rosell, que exercí al Masnou.